# Сен-Шерон (Эсон)
Сен-Шерон (фр. Saint-Chéron) — город и коммуна во Франции.
Коммуна Сен-Шерон находится в северной части Франции, на территории департамента Эсон в регионе Иль-де-Франс. Город Сен-Шарон — административный центр кантона Сен-Шарон.
Одной из городских архитектурных достопримечательностей является замок Бовиль, построенный в 1625—1629 годах, во времена правления короля Людовика XIII.
Сен-Шерон прославил своим полотном Bord de l’Orge à Saint-Chéron французский художник-импрессионист Арман Гийомен (ныне картина находится в музеях Версаля).

## Города-побратимы
- Ротерфилд, Великобритания
- Виковаро, Италия